# Ray Barretto
Ray Barretto, il cui vero nome è Raimundo Barretto Pagán, detto il re delle mani dure (New York, 29 aprile 1929 – Hackensack, 17 febbraio 2006), è stato un percussionista (conguero) di jazz e salsa statunitense.

## Biografia
Figlio di genitori portoricani, cresce al suono della musica afro-latina che fa da sfondo alla quotidianità del suo quartiere. Ma le radio trasmettono anche la musica delle orchestre swing di Duke Ellington, Count Basie e Benny Goodman che in quegli anni dominano la scena jazz e lui ne rimane folgorato. Un brano di Dizzy Gillespie, Manteca, lo convince che il latin jazz è la sua strada e approfondisce la passione per il jazz durante il servizio militare in Germania. Tornato ad Harlem suona un po' ovunque fino a quando nel 1957 entra a far parte della mitica orchestra Tito Puente in sostituzione di Mongo Santamaría, altro famoso percussionista. Seguono collaborazioni con importanti jazzisti quali il chitarrista Kenny Burrell, i pianisti Red Garland e Joe Zawinul, i sassofonisti Gene Ammons e Lou Donaldson. Nel 1961 il produttore della label Riverside gli procura il primo lavoro da bandleader che sfocia nel disco Pachanga with Barreto. A cavallo degli anni sessanta dirige il latin jazz dei Fania All Stars e produce una serie di ottimi album che esaltano la sua musica: un mix di influenze be bop lette attraverso le sonorità colorate della salsa. Muore all'età di 76 anni, a causa di complicazioni dovute ad un intervento chirurgico al cuore, il 17 febbraio 2006.
Lavorò anche con Ben E. King e George Benson.

## Discografia
- 1960: Pachanga with Barretto -Barretto para bailar (Riverside RLP-97506)
- 1962: Latino (Riverside RLP-93520)
- 1962: Charanga moderna (Tico LP-1087)
- 1963: On Fire Again (Encendido otra vez) (Tico SLP-1096)
- 1963: The Big Hits Latin Style (Tico LP-1099)
- 1964: Guajira y guaguancó (Tico SLP- 1114)
- 1964: Moderna de Siempre (Tico LP-1102)
- 1965: Señor 007 (UAS-6478)
- 1965: Viva Watusi (UA Latino UAL-3445)
- 1966: El Ray Criollo (WS LatinoWS-4052)
- 1967: Latino con soul (UAS-6593)
- 1968: Acid (Fania LP-362)
- 1968: Hard Hands (Fania LP-362)
- 1970: Together (Fania SLP-378)
- 1972: From the Beginning (Fania SLP-410)
- 1972: The Message (Fania SLP-403)
- 1972: Barretto Power (Fania LP-391)
- 1973: The other Road (Fania SLP-448)
- 1973: indestructible (Canta Tito Allen) (Fania SLP-456)
- 1975: Barretto (Rubén Blades y Tito Gómez) (Fania SLP-486)
- 1976: Energy to Burn (Fania 505)
- 1976: Tomorrow: Barretto Live (Atlantic SD 2-509)
- 1977: Eye of the Beholder (Atlantic 19140)
- 1978: Can You Feel It? (Atlantic 19198)
- 1978: Gracias (Fania 528)
- 1979: Rican/Struction (Fania JM-552)
- 1979: La Cuna (Legacy/Epic 66126)
- 1980: Fuerza Gigante/Giant Force (Fania JM-579)
- 1982: Rhythm of Life (Fania JM-605)
- 1983: Tremendo Trio (Celia Cruz y Adalberto Santiago) (Fania JM-623)
- 1984: Todo Se Va Poder (Fania JM-633)
- 1986: Viva la Charanga (Fania JM-640)
- 1987: Aquí se puede (Fania JM-642)
- 1988: Bamboleo (Fania JM-650)
- 1988: Ritmo en el corazon (Canta Celia Cruz) (Fania 651) - Grammy Award per Best Tropical Latin Performance
- 1989: Irresistible (Fania JM-658)
- 1989: Guasasa (Fania 660)
- 1990: Soy Dichoso (Fania 666)
- 1990: Ray Barretto
- 1991: Handprints (Concord Picante CCD-4473)
- 1993: Ancestral messages (Concord Picante CCD-4549)
- 1993: Carnaval
- 1995: My summertime (Owl/Blue Note 35830)
- 1997: Contact (Blue Note 56974)
- 2000: Portrait in Jazz & Clave (RCA CD-68452)
- 2001: Trancedance (Circular Moves CD-7008)
- 2002: Omage to art Blakey (Sunnyside 1105)
- 2000: Rhytm of life
- 2005: Time Was - Time Is

### Compilation
- 1968: Fiesta en el barrio
- 1970: Sometime to remember
- 1972: From the beginning
- 1992: descarga criolla
- 2001: salsa caliente de Nu York!